# Ryszard Ordyński

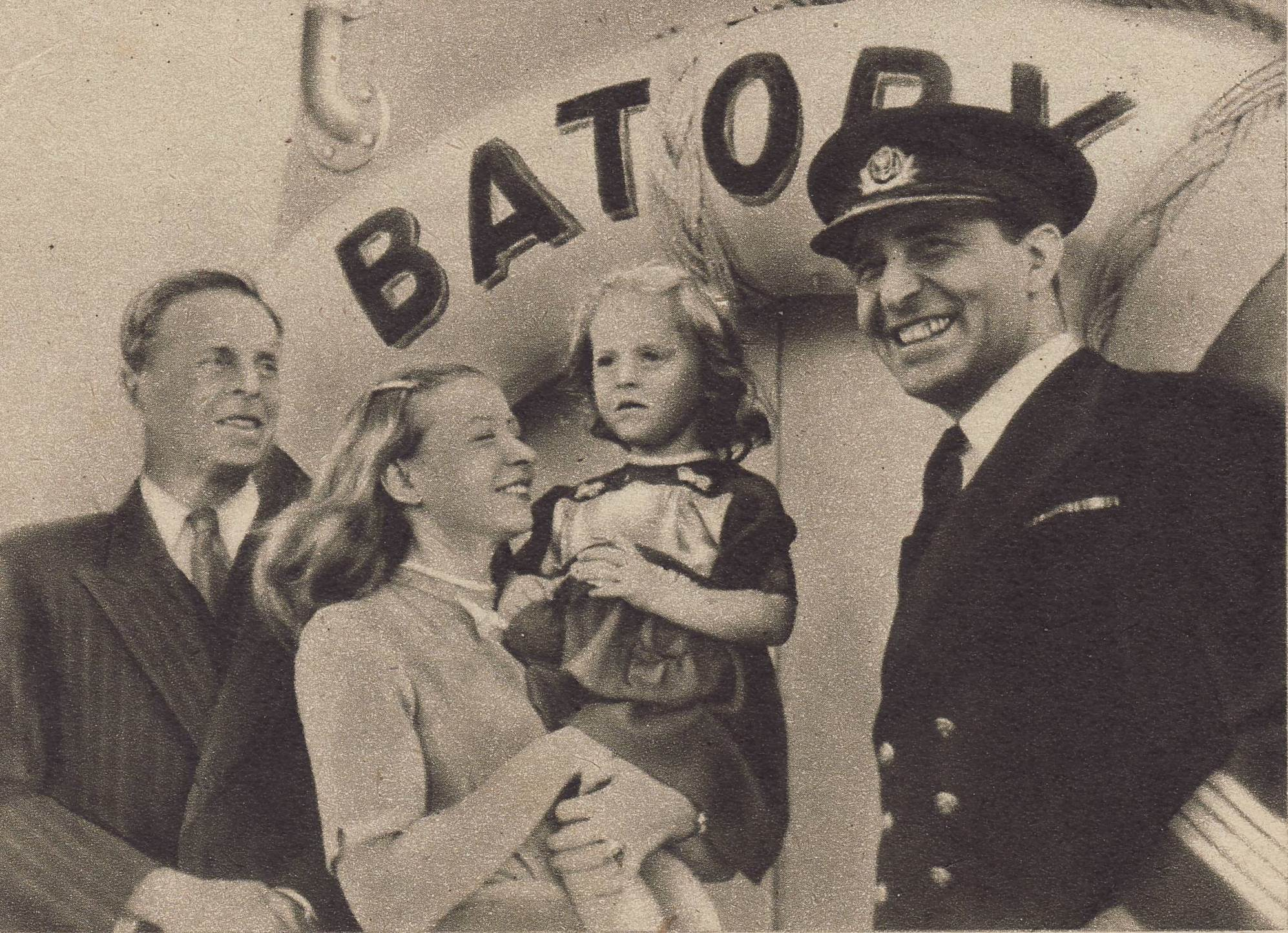
Jadwiga Andrzejewska (z córką), Ryszard Ordyński i kapitan Batorego Jan Ćwikliński, na statku „Batory”

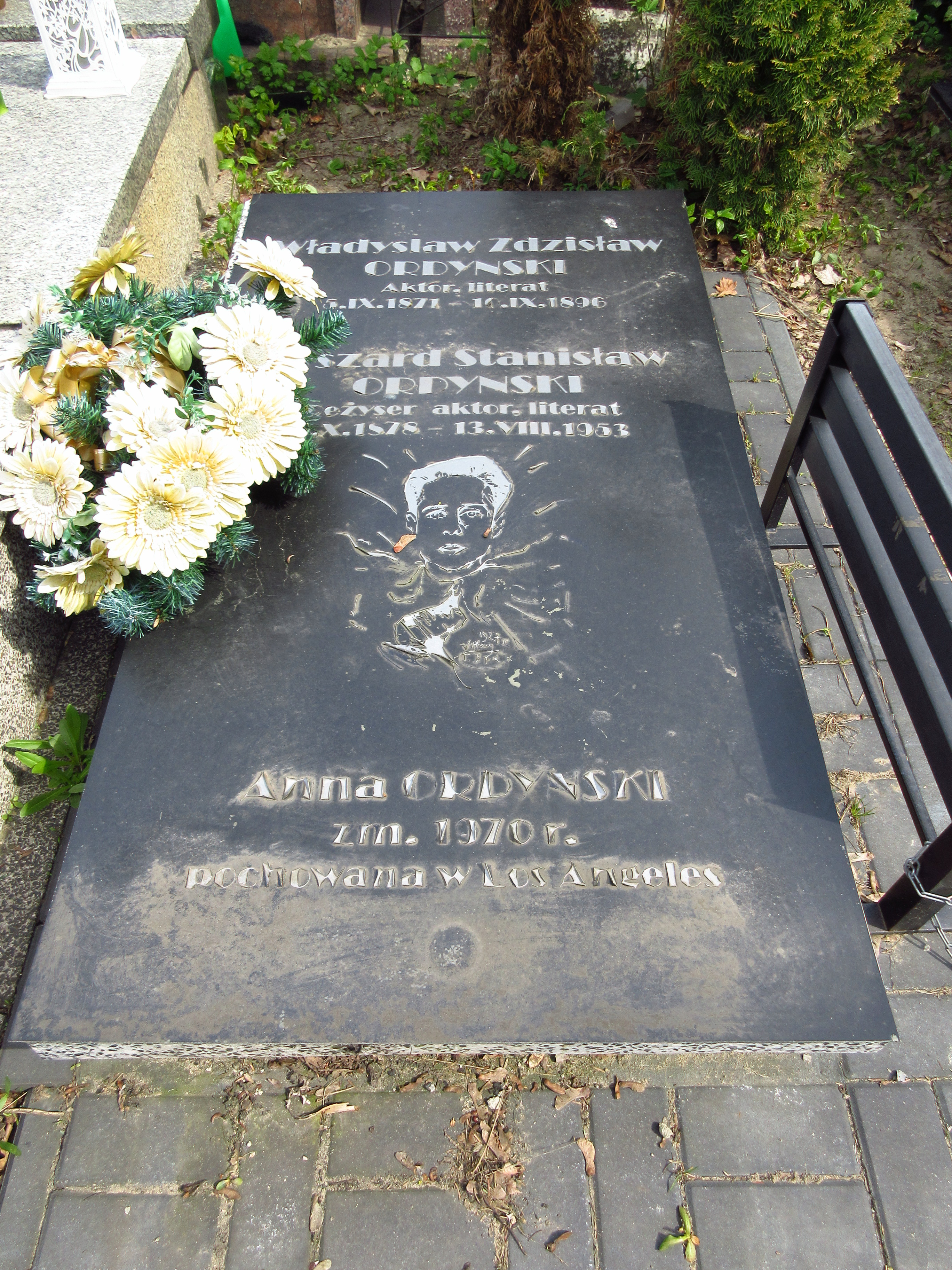
Grób Ryszarda Ordyńskiego na cmentarzu Bródnowskim

Ryszard Stanisław Kazimierz Ordyński, pierwotnie Dawid Blumenfeld (ur. 5 października 1878 w Makowie Podhalańskim, zm. 13 sierpnia 1953 w Warszawie) – polski scenarzysta oraz reżyser teatralny i filmowy żydowskiego pochodzenia.

## Życiorys
Urodził się w rodzinie żydowskiej, jako syn Ignacego Blumenfelda i Emilii z domu Herlinger. Ukończył studia na Wydziale Filozofii Uniwersytetu Jagiellońskiego w 1901 roku. Początkowo pracował w zawodzie nauczyciela. Jako miłośnik teatru pisywał recenzje na jego temat w różnych gazetach. Podczas swoich częstych wyjazdów zagranicznych zapoznawał się z teatrem niemieckim, angielskim, rosyjskim, francuskim. Zaowocowało to liczną korespondencją, którą publikował na łamach polskiej prasy.
W Monachium poznał reżysera Maxa Reinhardta, z którym rozpoczął współpracę. Początkowo był asystentem, a z czasem samodzielnym reżyserem w Deutsches Theater w Berlinie. W latach 1915–1920 przebywał w Stanach Zjednoczonych, gdzie pracował jako reżyser w wielu teatrach. W tym też okresie rozpoczął pierwsze próby jako reżyser i scenarzysta filmowy.
W 1920 roku, po zakończeniu kontraktu z Metropolitan Opera, powrócił do Polski. Osiedlił się w Warszawie. Od 1922 r. nie był związany kontraktem z żadnym teatrem. Reżyserował w teatrach Warszawy i Krakowa. Często wyjeżdżał za granicę, głównie do Ameryki. Współpracował nadal z wytwórniami filmowymi. W 1934 r. został przewodniczącym Naczelnej Rady Przemysłu Filmowego w Polsce, współpracował także z Międzynarodowym Instytutem Filmu Naukowego. Za zasługi na polu rozwoju polskiego przemysłu filmowego 11 lutego 1937 Prezydent Ignacy Mościcki nadał mu Złoty Krzyż Zasługi.
Od 1937 r. mieszkał w Paryżu, gdzie był korespondentem prasy polskiej. Po klęsce Francji w II wojnie światowej, wyemigrował w 1940 r. do Stanów Zjednoczonych i tam podjął ponownie pracę w wytwórniach filmowych.
W 1947 r. wrócił do Polski i reżyserował w Warszawie, najpierw w Teatrze Polskim, a od 1951 r. do końca życia w Teatrze Nowym. Został pochowany na cmentarzu Bródnowskim (kwatera 48G-IV-29).

## Filmografia
- 1927 – Mogiła nieznanego żołnierza (reżyseria, scenariusz)
- 1927 – Uśmiech losu (reżyseria)
- 1928 – Pan Tadeusz (reżyseria)
- 1930 – Janko Muzykant (reżyseria)
- 1930 – Tajemnica lekarza (reżyseria)
- 1931 – Dziesięciu z Pawiaka (reżyseria)
- 1931 – Głos serca (reżyseria)
- 1931 – Kobieta, która się śmieje (reżyseria)
- 1931 – Niebezpieczny raj (reżyseria)
- 1931 – Świat bez granic (reżyseria)
- 1932 – Pałac na kółkach (reżyseria, scenariusz),
- 1935 – Sztandar wolności (reżyseria, kierownictwo artystyczne i literackie)
- 1936 – Amerykańska awantura (reżyseria)